# Meggie Royer
Meggie Royer – amerykańska pisarka i poetka.

## Wykształcenie
Uzyskała dyplom z psychologii w Macalester College i tytuł magistra pracy socjalnej na Uniwersytecie Michigan w Ann Arbor.

## Twórczość
Głównymi pracami Royer są poezje. Jej utwór The Morning After I Killed Myself to refleksyjny wiersz żałobny. Podmiot liryczny opowiada o pięknie pozornie zwykłych rzeczy, bądź czynności, takich jak zrobienie śniadania, wyjście na spacer czy zachód Słońca, które docenia dopiero po popełnieniu samobójstwa.   
Teksty Royer pojawiły się w Rib Cage Chicago Literary Machine, Winter Tangerine Review i Words Dance Magazine. Była kilkakrotnie nominowana do nagrody Pushcart między innymi za utwór „How to Live Without Fear”. Jej pierwszy zbiór poezji, Survival Songs, znalazł się w finale konkursu „Goodreads Best Poetry Book 2013”.
Royer współpracowała z wieloma stowarzyszeniami na rzecz zwalczania przemocy wobec kobiet. Jej poezje są wyrazem poparcia dla tego ruchu.   
W tekstach Royer pojawiają się motywy przemocy, w tym seksualnej, chorób psychicznych, bólu, śmierci czy aborcji.

## Życie osobiste
Inspiracją dla Royer była poetka Natalie Erbert. Meggie była ofiarą przemocy domowej. Jej partner często gwałcił ją i był wobec niej agresywny. Pisanie pomogło jej poradzić sobie z traumą.